# Альянс для исследования старения
Альянс для исследования старения (Alliance for Aging Research) является некоммерческой организацией, базирующейся в Вашингтоне, округ Колумбия, которая была основана для продвижения медицинских исследований для увеличения знаний в области старения человека. Альянс также пропагандирует и осуществляет просветительскую деятельность в сфере здравоохранения для её потребителей и медицинских работников.
Альянс управляется советом директоров научно-консультативным советом. Даниэль Перри в настоящее время является президентом организации и её генеральным директором.

## Политика
Основные политические направления включают в себя финансирование научных исследований в области старения, финансирование FDA, финансирование исследований стволовых клеток и улучшение медицинского обслуживания для пожилых американцев. Альянс проводит конгресс-брифинги для повышения осведомленности о таких заболеваниях и состояниях, как остеопороз, болезнь Альцгеймера, диабет.
Объединения
Альянс также входит в ряд объединений и комитетов таких как: Friends of the National Institute on Aging (NIA), the Alliance for a Stronger FDA, Coalition for the Advancement of Medical Research (CAMR), Partnership to Fight Chronic Disease, and the National Coalition on Mental Health and Aging.
Конференция белого дома по проблемам старения.
Альянс участвовал в Конференции Белого Дома по проблемам старения, проводимой раз в десять лет, помогая президенту и конгрессу принять решения об исследованиях старения национальных приоритетов.
Целевая группа по проблемам старения финансирования научных исследований
Альянс сотрудничает со многими пациентами и правозащитными организациями на ежегодной «Целевой группе» финансирования научных исследований по проблемам старения, призыва к действию Конгрессменов и других национальных политиков.
ACT-AD объединение
ACT-AD (Ускоренное Лечение / Лечение болезни Альцгеймера) представляет собой объединение из более чем 50 организаций, работающих над ускорением разработок процедур и лекарств от болезни Альцгеймера

## Программы
Альянс производит материалы, ориентированные на здоровое старение и хронические заболевания, в частности, для населения бэби-бумеров. Альянс разработал ресурсы по следующим темам:Макулодистрофия, болезнь Альцгеймера и опекунство, остеопороз, болезни сердца, болезнь Паркинсона, рак, и другие.
Население бэби-бумеров в настоящее время включает около 78 миллионов американцев: 27 млн человек возрастом от 55 до 62 лет и 51 млн. в возрасте от 44 до 54 лет. Это поколение достигло среднего возраста в 65 лет в 2011 году. Это соответственно увеличивает потребность в здоровом старении и исследовании хронических заболеваний.
Серебряная книга
Альянс также разработал базу данных под названием The Silver Book Архивная копия от 9 марта 2022 на Wayback Machine, которая компилирует факты, статистические данные, графики и информацию из сотен источников. Краткая версия онлайн-базы данных доступна в печатной форме. Там доступны данные по диабету, потере зрения, неврологическим заболеваниям, сердечно-сосудистых заболевания, раку и остеопорозу.
SAGE Crossroads
В 2003 году альянс, в сотрудничестве с Американской ассоциацией содействия развитию науки, начал проект SAGE Crossroads. SAGE Crossroads представляет собой интернет-форум для вопросов по проблемам старения. Доступны для загрузки подкасты на такие темы, как биомаркеры старения, наука долголетия, и персонализированная медицина, доступны для загрузки.

## События
Каждый год альянс проводит свой двухпартийный конгрессиональный торжественный ужин, чтобы показать то, как политики могут работать вместе, продвигая исследования старения, и праздновать последние достижения .
В 2008 году альянс представил Эрика Фатеми к премии «Меняющий мир» имени Флоренца С. Махони, которой награждают отдельных личностей за его или её вклад в медицинское исследовательское сообщество.Эта Премия — дань памяти Флоренцу С. Махони, который сыграл важную роль в основания Национального института по проблемам старения.
С 2002—2008 альянс состоялся «Выдержанно до совершенства», дегустация вин сбор средств объединения лиц и экспертов из биотехнологии, здравоохранения, финансов, политики и винного сообщества для того, чтобы продемонстрировать свою поддержку для исследования старения.
В 2012 году президент альянса Дэн Пэрри выступал на TEDMED
.
21 апреля 2012 года. The Alliance for Aging Research, округ Колумбия, назначили Сью Пешина главным исполнительным директором, Дэна Пэрри президентом и Дэбби Зелдоу исполнительным директором..